# Імре Холлай
Імре Холлай (угор. Hollai Imre; 22 січня 1925, Будапешт — 22 листопада 2017, Будапешт) — угорський дипломат і політик. Постійний представник Угорщини при Організації Об'єднаних Націй (1974—1980). Обіймав посаду президента Генеральної Асамблеї Організації Об'єднаних Націй (1982—1983), під час її тридцять сьомої сесії.

## Життєпис
Народився 22 січня 1925 в Будапешті. У 1952 році закінчив Інститут Леніна Будапештського університету імені Етвеша Лоранда.
Як син Бели Холлая та Емми Путц, вступив до Угорської комуністичної партії (УКП) у 1945 році. Холлай приєднався до угорської закордонної служби в 1949 році. Тим часом він був політичним радником, а потім заступником голови відділу міжнародних зв'язків Центрального керівництва Угорської робочої партії (МДП) з 1949 по 1955 рік. Крім того, будучи офіцером державної безпеки, Холлай працював заступником представника Угорщини в ООН з 1955 по 1960 рік, в Нью-Йорку. З 1960 по 1963 рік був головою відділу зовнішніх зв'язків Центрального комітету Угорської соціалістичної робітничої партії (МСЗМП). Після цього він був послом Угорщини в Греції та на Кіпрі з 1964 по 1970 рік, а також заступником міністра закордонних справ Угорщини з 1970 по 1974 рік.
Він був Постійним представником Угорщини при Організації Об'єднаних Націй з 1974 по 1980 рік і знову заступником міністра закордонних справ Угорщини з 1980 по 1984 рік. Перебуваючи на цій посаді, він був президентом Генеральної Асамблеї Організації Об'єднаних Націй з 1982—1983. У 1984 році вдруге призначений послом Угорщини у Греції та на Кіпрі.
Звільнився з дипломатичної служби 28 лютого 1989 року. Проте залишався активним членом Ради президентів Генеральної Асамблеї, органу, який неофіційно консультував Генерального секретаря Організації Об'єднаних Націй.